# 나비효과 2
《나비 효과 2》(The Butterfly Effect 2)는 미국에서 제작된 존 R. 레오네티 감독의 2006년 SF, 드라마, 스릴러 영화이다. 에릭 라이블리 등이 주연으로 출연하였고 크리스 벤더 등이 제작에 참여하였다.

## 출연

### 주연
- 에릭 라이블리
- 에리카 듀란스

### 조연
- 더스틴 밀리건
- 지나 홀든
- 데이빗 루이스
- 앤드류 에어리
- 크리스 고디어
- 수잔 호건
- JR 보른
- 린지 맥스웰
- 조란 부켈릭
- 제리 웨저먼
- 존 맨

## 기타
- 공동제작: 브렌든 퍼거슨
- 공동제작: 마이클 스터링
- 의상: 신시아 앤 섬머스
- 배역: 하이크 브랜드스타터
- 배역: 코린 메이어스